# Rodelen op de Olympische Winterspelen 1998
Rodelen is een van de sporten die beoefend werden tijdens de Olympische Winterspelen 1998 in Nagano, Japan. 

## Heren
| rang   | sporter(s)         | land | tijd     |
| ------ | ------------------ | ---- | -------- |
| Goud   | Georg Hackl        | GER  | 3:18.436 |
| Zilver | Armin Zöggeler     | ITA  | 3:18.939 |
| Brons  | Jens Müller        | GER  | 3:19.093 |
| 4      | Markus Prock       | AUT  | 3:19.656 |
| 5      | Markus Kleinheinz  | AUT  | 3:19.724 |
| 6      | Wendel Suckow      | USA  | 3:19.728 |
| 7      | Gerhard Gleirscher | AUT  | 3:19.785 |
| 8      | Reinhold Rainer    | ITA  | 3:19.946 |

## Dames
| rang   | sporter(s)                 | land | tijd     |
| ------ | -------------------------- | ---- | -------- |
| Goud   | Silke Kraushaar            | GER  | 3:23.779 |
| Zilver | Barbara Niedernhuber       | GER  | 3:23.781 |
| Brons  | Angelika Neuner            | AUT  | 3:24.253 |
| 4      | Susi Erdmann               | GER  | 3:24.449 |
| 5      | Andrea Tagwerker           | AUT  | 3:24.491 |
| 6      | Erin Warren                | USA  | 3:25.328 |
| 7      | Cammy Myler                | USA  | 3:25.475 |
| 8      | Bethany Calcaterra-McMahon | USA  | 3:25.558 |

## Dubbel
| rang   | sporter(s)                                | land | tijd     |
| ------ | ----------------------------------------- | ---- | -------- |
| Goud   | Stefan Krauße Jan Behrendt                | GER  | 1:41.105 |
| Zilver | Chris Thorpe Gordon Sheer                 | USA  | 1:41.127 |
| Brons  | Mark Grimmette Brian Martin               | USA  | 1:41.217 |
| 4      | Tobias Schiegl Markus Schiegl             | AUT  | 1:41.421 |
| 5      | Kurt Brugger Wilfried Huber               | ITA  | 1:41.768 |
| 6      | Gerhard Plankensteiner Oswald Haselrieder | ITA  | 1:41.917 |
| 7      | Igor Urbanski Andrej Mukhin               | UKR  | 1:41.968 |
| 8      | Steffen Skel Steffen Wöller               | GER  | 1:42.224 |

## Medaillespiegel
| rang | land             | goud | zilver | brons | totaal |
| ---- | ---------------- | ---- | ------ | ----- | ------ |
| 1    | Duitsland        | 3    | 1      | 1     | 5      |
| 2    | Verenigde Staten | 0    | 1      | 1     | 2      |
| 3    | Italië           | 0    | 1      | 0     | 1      |
| 4    | Oostenrijk       | 0    | 0      | 1     | 1      |
|      |                  | 3    | 3      | 3     | 9      |